# Награды Тверской области
Награды Тверской области — награды субъекта Российской Федерации учреждённые Губернатором Тверской области, согласно Закону Тверской области от 14 марта 2003 года № 13-ЗО «О наградах в Тверской области».
Закон устанавливает виды наград Тверской области и принципы награждения ими.
Видами наград Тверской области в соответствии с законом являются:
- Награды Тверской области:
  - звание «Почётный гражданин Тверской области»;
  - Почётный знак Губернатора Тверской области «Крест святого Михаила Тверского»;
  - Почётный знак Губернатора Тверской области «За благотворительность. Великая княгиня Анна Кашинская»;
  - Почётный знак Тверской области «Слава Матери»;
  - нагрудный знак Губернатора Тверской области «За заслуги в развитии Тверской области»;
  - памятный знак Губернатора Тверской области «За доблестную службу в Тверской области»;
  - Почётные звания Тверской области по профессиям.
- Награды Губернатора Тверской области:
  - знак Губернатора Тверской области «Во благо земли Тверской»;
  - Почётная грамота Губернатора Тверской области;
  - благодарность Губернатора Тверской области.
- Награды Законодательного Собрания Тверской области:
  - знак Законодательного Собрания Тверской области «За вклад в развитие законодательства Тверской области»;
  - Почётная грамота Законодательного Собрания Тверской области;
  - благодарность Законодательного Собрания Тверской области.
- Награды областных исполнительных органов государственной власти Тверской области:
  - Почётные грамоты;
  - благодарности.
- Награды органов местного самоуправления Тверской области.
- Иные награды.

Условия и порядок присвоения звания «Почётный гражданин Тверской области» и награждения почётным знаком Тверской области «Слава Матери» определяются законами Тверской области.
Условия и порядок награждения другими наградами Тверской области утверждаются постановлением Законодательного Собрания Тверской области по представлению Губернатора Тверской области.

## Награды Тверской области
| Изображение награды | Наименование награды                                                                                    | Дата учреждения      | Условия представления к награждению | Источник |
| ------------------- | --- | -------------------- | --- | --- |
|                     | Звание «Почётный гражданин Тверской области» ––– (Нагрудный знак «Почётный гражданин Тверской области») | 10 февраля 2003 года | Звание «Почётный гражданин Тверской области» является высшей формой признания особых заслуг граждан перед Тверской областью за выдающийся личный вклад в её социально-экономическое развитие, за деятельность, способствующую обеспечению благосостояния области, повышению её авторитета в Российской Федерации и за рубежом. Звание может быть присвоено гражданам Российской Федерации, иностранным гражданам и лицам без гражданства. Присвоение звания не может связываться с фактом рождения или проживания лица в Тверской области. Звание не может быть присвоено повторно одному и тому же лицу. Лицу, удостоенному Звания, вручаются свидетельство, знак и удостоверение почётного гражданина Тверской области. Свидетельство, знак и удостоверение подлежат строгой отчётности. | Закон Тверской области от 10 февраля 2003 года № 10-ЗО "О звании «Почётный гражданин Тверской области»" –––                                                         |
|                     | Почётный знак «Крест святого Михаила Тверского»                                                         | 14 марта 2003 года   | Почётным знаком Губернатора Тверской области «Крест святого Михаила Тверского» награждаются лица за особо выдающиеся заслуги перед Тверской областью, высокие достижения в развитии экономического, социального и культурного потенциала области. Награждение Почётным знаком производится последовательно: лица, представляемые к данному знаку, должны быть награждены нагрудным знаком Губернатора Тверской области «За заслуги в развитии Тверской области». | Постановление Законодательного Собрания Тверской области от 25 марта 2003 года № 506-П-З «О положении об условиях и порядке награждения наградами Тверской области» |
|                     | Почётный знак «За благотворительность. Великая княгиня Анна Кашинская»                                  | 14 марта 2003 года   | Почётным знаком Губернатора Тверской области «За благотворительность. Великая княгиня Анна Кашинская» награждаются лица за осуществление благотворительной деятельности, направленной на социальную поддержку и защиту граждан, на содействие деятельности в сфере образования, здравоохранения, науки, культуры, искусства, просвещения, физической культуры и спорта, духовного развития личности, а также на охрану и должное содержание зданий, объектов и территорий, имеющих историческое, культурное или природоохранное значение и иные благотворительные цели. | Постановление Законодательного Собрания Тверской области от 25 марта 2003 года № 506-П-З «О положении об условиях и порядке награждения наградами Тверской области» |
|                     | Почётный знак «Слава Матери»                                                                            | 28 декабря 2006 года | Почётный знак Тверской области «Слава Матери» является формой поощрения многодетной матери за заслуги в воспитании детей, укреплении семьи, за вклад в возрождение лучших семейных традиций и учреждается в целях государственной поддержки семьи и материнства, обеспечения общественного признания и высокого уважения к женщине-матери. Почётным знаком награждаются многодетные матери, место жительства которых расположено на территории Тверской области, родившие и воспитывающие (воспитавшие) пять и более детей. Награждение почётным знаком производится по достижении пятым ребёнком возраста одного года. При представлении к почётному знаку учитывается добросовестное отношение многодетной матери к воспитанию своих детей. | Закон Тверской области от 28 декабря 2006 года № 141-ЗО «О почётном знаке Тверской области «Слава Матери» –––                                                       |
|                     | Почётный знак «Слава Отца»                                                                              | 25 декабря 2019 года | Почётный знак Тверской области «Слава Отца» является формой поощрения многодетного отца за заслуги в воспитании детей, укреплении семьи, за вклад в возрождение лучших семейных традиций и учреждается в целях государственной поддержки семьи и отцовства, обеспечения общественного признания и высокого уважения к ответственному отцовству. Почётным знаком награждаются отцы (усыновители), место жительства которых не менее 10 лет находится на территории Тверской области, воспитывающие (воспитавшие) в одном браке, заключённом в органах записи актов гражданского состояния, пять и более детей - граждан Российской Федерации. Почётным знаком могут награждаться вдовцы, в том числе вступившие в повторный брак, воспитывающие (воспитавшие) пять и более детей. При представлении к почётному знаку учитываются добросовестное отношение многодетного отца к воспитанию своих детей, достижения детей в образовательной, трудовой, творческой, спортивной, общественной и иных сферах деятельности, активная жизненная позиция семьи.                                                                                                | Закон Тверской области от 25 декабря 2019 года № 100-ЗО «О почётном знаке Тверской области «Слава Отца» –––                                                         |
|                     | Нагрудный знак «За заслуги в развитии Тверской области»                                                 | 14 марта 2003 года   | Нагрудным знаком Губернатора Тверской области «За заслуги в развитии Тверской области» награждаются лица за выдающиеся заслуги перед Тверской областью, за достижения в экономической сфере, науке, образовании, культуре, искусстве, охране здоровья, жизни, прав граждан, благотворительной деятельности и иные заслуги в развитии Тверской области. | Постановление Законодательного Собрания Тверской области от 25 марта 2003 года № 506-П-З «О положении об условиях и порядке награждения наградами Тверской области» |
|                     | Памятный знак «За доблестную службу в Тверской области»                                                 | 14 марта 2003 года   | Памятным знаком Губернатора Тверской области «За доблестную службу в Тверской области» награждаются лица, проходящие службу на территории Тверской области в подразделениях и частях министерств и ведомств Российской Федерации, а также ветераны службы - за личную доблесть, мужество при выполнении служебного и гражданского долга, за достижения в военно-патриотическом воспитании молодёжи, помощь населению области в экстремальных ситуациях и при стихийных бедствиях. Допускается награждение памятным знаком «За доблестную службу в Тверской области» посмертно. | Постановление Законодательного Собрания Тверской области от 25 марта 2003 года № 506-П-З «О положении об условиях и порядке награждения наградами Тверской области» |
|                     | Почётные звания Тверской области по профессиям                                                          | 31 августа 2015 года | Почётные звания Тверской области по профессиям учреждены для награждения граждан за заслуги и большой личный вклад в социально-экономическое и культурное развитие Тверской области, высокое профессиональное мастерство и добросовестный труд, способствующие развитию Тверской области. Звания присваиваются высокопрофессиональным работникам и специалистам в следующих сферах деятельности: • средства массовой информации; • жилищно-коммунальное хозяйство; • здравоохранение; • государственная служба; • культура и искусство; • лесное хозяйство; • муниципальная служба; • наука и образование; • промышленность; • связь; • сельское хозяйство; • социальная защита населения; • строительство; • торговля и сфера услуг; • транспорт; • физическая культура, спорт и туризм; • экономика; • энергетика; • юриспруденция. При присвоении гражданину Почётного звания в обязательном порядке учитывается наличие общего трудового стажа лица в соответствующей Почётному званию сфере деятельности – не менее 15 лет. Удостоенным Почётных званий Тверской области по профессиям вручается соответствующий нагрудный знак и удостоверение. | Постановление Законодательного Собрания Тверской области от 25 марта 2003 года № 506-П-З «О положении об условиях и порядке награждения наградами Тверской области» |
|                     | «Почётный журналист Тверской области»                                                                   | 31 августа 2015 года | Почётные звания Тверской области по профессиям учреждены для награждения граждан за заслуги и большой личный вклад в социально-экономическое и культурное развитие Тверской области, высокое профессиональное мастерство и добросовестный труд, способствующие развитию Тверской области. Звания присваиваются высокопрофессиональным работникам и специалистам в следующих сферах деятельности: • средства массовой информации; • жилищно-коммунальное хозяйство; • здравоохранение; • государственная служба; • культура и искусство; • лесное хозяйство; • муниципальная служба; • наука и образование; • промышленность; • связь; • сельское хозяйство; • социальная защита населения; • строительство; • торговля и сфера услуг; • транспорт; • физическая культура, спорт и туризм; • экономика; • энергетика; • юриспруденция. При присвоении гражданину Почётного звания в обязательном порядке учитывается наличие общего трудового стажа лица в соответствующей Почётному званию сфере деятельности – не менее 15 лет. Удостоенным Почётных званий Тверской области по профессиям вручается соответствующий нагрудный знак и удостоверение. | Постановление Законодательного Собрания Тверской области от 25 марта 2003 года № 506-П-З «О положении об условиях и порядке награждения наградами Тверской области» |
|                     | «Почётный работник жилищно-коммунального хозяйства Тверской области»                                    | 31 августа 2015 года | Почётные звания Тверской области по профессиям учреждены для награждения граждан за заслуги и большой личный вклад в социально-экономическое и культурное развитие Тверской области, высокое профессиональное мастерство и добросовестный труд, способствующие развитию Тверской области. Звания присваиваются высокопрофессиональным работникам и специалистам в следующих сферах деятельности: • средства массовой информации; • жилищно-коммунальное хозяйство; • здравоохранение; • государственная служба; • культура и искусство; • лесное хозяйство; • муниципальная служба; • наука и образование; • промышленность; • связь; • сельское хозяйство; • социальная защита населения; • строительство; • торговля и сфера услуг; • транспорт; • физическая культура, спорт и туризм; • экономика; • энергетика; • юриспруденция. При присвоении гражданину Почётного звания в обязательном порядке учитывается наличие общего трудового стажа лица в соответствующей Почётному званию сфере деятельности – не менее 15 лет. Удостоенным Почётных званий Тверской области по профессиям вручается соответствующий нагрудный знак и удостоверение. | Постановление Законодательного Собрания Тверской области от 25 марта 2003 года № 506-П-З «О положении об условиях и порядке награждения наградами Тверской области» |
|                     | «Почётный работник здравоохранения Тверской области»                                                    | 31 августа 2015 года | Почётные звания Тверской области по профессиям учреждены для награждения граждан за заслуги и большой личный вклад в социально-экономическое и культурное развитие Тверской области, высокое профессиональное мастерство и добросовестный труд, способствующие развитию Тверской области. Звания присваиваются высокопрофессиональным работникам и специалистам в следующих сферах деятельности: • средства массовой информации; • жилищно-коммунальное хозяйство; • здравоохранение; • государственная служба; • культура и искусство; • лесное хозяйство; • муниципальная служба; • наука и образование; • промышленность; • связь; • сельское хозяйство; • социальная защита населения; • строительство; • торговля и сфера услуг; • транспорт; • физическая культура, спорт и туризм; • экономика; • энергетика; • юриспруденция. При присвоении гражданину Почётного звания в обязательном порядке учитывается наличие общего трудового стажа лица в соответствующей Почётному званию сфере деятельности – не менее 15 лет. Удостоенным Почётных званий Тверской области по профессиям вручается соответствующий нагрудный знак и удостоверение. | Постановление Законодательного Собрания Тверской области от 25 марта 2003 года № 506-П-З «О положении об условиях и порядке награждения наградами Тверской области» |
|                     | «Почётный работник государственной службы Тверской области»                                             | 31 августа 2015 года | Почётные звания Тверской области по профессиям учреждены для награждения граждан за заслуги и большой личный вклад в социально-экономическое и культурное развитие Тверской области, высокое профессиональное мастерство и добросовестный труд, способствующие развитию Тверской области. Звания присваиваются высокопрофессиональным работникам и специалистам в следующих сферах деятельности: • средства массовой информации; • жилищно-коммунальное хозяйство; • здравоохранение; • государственная служба; • культура и искусство; • лесное хозяйство; • муниципальная служба; • наука и образование; • промышленность; • связь; • сельское хозяйство; • социальная защита населения; • строительство; • торговля и сфера услуг; • транспорт; • физическая культура, спорт и туризм; • экономика; • энергетика; • юриспруденция. При присвоении гражданину Почётного звания в обязательном порядке учитывается наличие общего трудового стажа лица в соответствующей Почётному званию сфере деятельности – не менее 15 лет. Удостоенным Почётных званий Тверской области по профессиям вручается соответствующий нагрудный знак и удостоверение. | Постановление Законодательного Собрания Тверской области от 25 марта 2003 года № 506-П-З «О положении об условиях и порядке награждения наградами Тверской области» |
|                     | «Почётный работник культуры и искусства Тверской области»                                               | 31 августа 2015 года | Почётные звания Тверской области по профессиям учреждены для награждения граждан за заслуги и большой личный вклад в социально-экономическое и культурное развитие Тверской области, высокое профессиональное мастерство и добросовестный труд, способствующие развитию Тверской области. Звания присваиваются высокопрофессиональным работникам и специалистам в следующих сферах деятельности: • средства массовой информации; • жилищно-коммунальное хозяйство; • здравоохранение; • государственная служба; • культура и искусство; • лесное хозяйство; • муниципальная служба; • наука и образование; • промышленность; • связь; • сельское хозяйство; • социальная защита населения; • строительство; • торговля и сфера услуг; • транспорт; • физическая культура, спорт и туризм; • экономика; • энергетика; • юриспруденция. При присвоении гражданину Почётного звания в обязательном порядке учитывается наличие общего трудового стажа лица в соответствующей Почётному званию сфере деятельности – не менее 15 лет. Удостоенным Почётных званий Тверской области по профессиям вручается соответствующий нагрудный знак и удостоверение. | Постановление Законодательного Собрания Тверской области от 25 марта 2003 года № 506-П-З «О положении об условиях и порядке награждения наградами Тверской области» |
|                     | «Почётный работник лесного хозяйства Тверской области»                                                  | 31 августа 2015 года | Почётные звания Тверской области по профессиям учреждены для награждения граждан за заслуги и большой личный вклад в социально-экономическое и культурное развитие Тверской области, высокое профессиональное мастерство и добросовестный труд, способствующие развитию Тверской области. Звания присваиваются высокопрофессиональным работникам и специалистам в следующих сферах деятельности: • средства массовой информации; • жилищно-коммунальное хозяйство; • здравоохранение; • государственная служба; • культура и искусство; • лесное хозяйство; • муниципальная служба; • наука и образование; • промышленность; • связь; • сельское хозяйство; • социальная защита населения; • строительство; • торговля и сфера услуг; • транспорт; • физическая культура, спорт и туризм; • экономика; • энергетика; • юриспруденция. При присвоении гражданину Почётного звания в обязательном порядке учитывается наличие общего трудового стажа лица в соответствующей Почётному званию сфере деятельности – не менее 15 лет. Удостоенным Почётных званий Тверской области по профессиям вручается соответствующий нагрудный знак и удостоверение. | Постановление Законодательного Собрания Тверской области от 25 марта 2003 года № 506-П-З «О положении об условиях и порядке награждения наградами Тверской области» |
|                     | «Почётный работник муниципальной службы Тверской области»                                               | 31 августа 2015 года | Почётные звания Тверской области по профессиям учреждены для награждения граждан за заслуги и большой личный вклад в социально-экономическое и культурное развитие Тверской области, высокое профессиональное мастерство и добросовестный труд, способствующие развитию Тверской области. Звания присваиваются высокопрофессиональным работникам и специалистам в следующих сферах деятельности: • средства массовой информации; • жилищно-коммунальное хозяйство; • здравоохранение; • государственная служба; • культура и искусство; • лесное хозяйство; • муниципальная служба; • наука и образование; • промышленность; • связь; • сельское хозяйство; • социальная защита населения; • строительство; • торговля и сфера услуг; • транспорт; • физическая культура, спорт и туризм; • экономика; • энергетика; • юриспруденция. При присвоении гражданину Почётного звания в обязательном порядке учитывается наличие общего трудового стажа лица в соответствующей Почётному званию сфере деятельности – не менее 15 лет. Удостоенным Почётных званий Тверской области по профессиям вручается соответствующий нагрудный знак и удостоверение. | Постановление Законодательного Собрания Тверской области от 25 марта 2003 года № 506-П-З «О положении об условиях и порядке награждения наградами Тверской области» |
|                     | «Почётный работник науки и образования Тверской области»                                                | 31 августа 2015 года | Почётные звания Тверской области по профессиям учреждены для награждения граждан за заслуги и большой личный вклад в социально-экономическое и культурное развитие Тверской области, высокое профессиональное мастерство и добросовестный труд, способствующие развитию Тверской области. Звания присваиваются высокопрофессиональным работникам и специалистам в следующих сферах деятельности: • средства массовой информации; • жилищно-коммунальное хозяйство; • здравоохранение; • государственная служба; • культура и искусство; • лесное хозяйство; • муниципальная служба; • наука и образование; • промышленность; • связь; • сельское хозяйство; • социальная защита населения; • строительство; • торговля и сфера услуг; • транспорт; • физическая культура, спорт и туризм; • экономика; • энергетика; • юриспруденция. При присвоении гражданину Почётного звания в обязательном порядке учитывается наличие общего трудового стажа лица в соответствующей Почётному званию сфере деятельности – не менее 15 лет. Удостоенным Почётных званий Тверской области по профессиям вручается соответствующий нагрудный знак и удостоверение. | Постановление Законодательного Собрания Тверской области от 25 марта 2003 года № 506-П-З «О положении об условиях и порядке награждения наградами Тверской области» |
|                     | «Почётный работник промышленности Тверской области»                                                     | 31 августа 2015 года | Почётные звания Тверской области по профессиям учреждены для награждения граждан за заслуги и большой личный вклад в социально-экономическое и культурное развитие Тверской области, высокое профессиональное мастерство и добросовестный труд, способствующие развитию Тверской области. Звания присваиваются высокопрофессиональным работникам и специалистам в следующих сферах деятельности: • средства массовой информации; • жилищно-коммунальное хозяйство; • здравоохранение; • государственная служба; • культура и искусство; • лесное хозяйство; • муниципальная служба; • наука и образование; • промышленность; • связь; • сельское хозяйство; • социальная защита населения; • строительство; • торговля и сфера услуг; • транспорт; • физическая культура, спорт и туризм; • экономика; • энергетика; • юриспруденция. При присвоении гражданину Почётного звания в обязательном порядке учитывается наличие общего трудового стажа лица в соответствующей Почётному званию сфере деятельности – не менее 15 лет. Удостоенным Почётных званий Тверской области по профессиям вручается соответствующий нагрудный знак и удостоверение. | Постановление Законодательного Собрания Тверской области от 25 марта 2003 года № 506-П-З «О положении об условиях и порядке награждения наградами Тверской области» |
|                     | «Почётный работник связи Тверской области»                                                              | 31 августа 2015 года | Почётные звания Тверской области по профессиям учреждены для награждения граждан за заслуги и большой личный вклад в социально-экономическое и культурное развитие Тверской области, высокое профессиональное мастерство и добросовестный труд, способствующие развитию Тверской области. Звания присваиваются высокопрофессиональным работникам и специалистам в следующих сферах деятельности: • средства массовой информации; • жилищно-коммунальное хозяйство; • здравоохранение; • государственная служба; • культура и искусство; • лесное хозяйство; • муниципальная служба; • наука и образование; • промышленность; • связь; • сельское хозяйство; • социальная защита населения; • строительство; • торговля и сфера услуг; • транспорт; • физическая культура, спорт и туризм; • экономика; • энергетика; • юриспруденция. При присвоении гражданину Почётного звания в обязательном порядке учитывается наличие общего трудового стажа лица в соответствующей Почётному званию сфере деятельности – не менее 15 лет. Удостоенным Почётных званий Тверской области по профессиям вручается соответствующий нагрудный знак и удостоверение. | Постановление Законодательного Собрания Тверской области от 25 марта 2003 года № 506-П-З «О положении об условиях и порядке награждения наградами Тверской области» |
|                     | «Почётный работник сельского хозяйства Тверской области»                                                | 31 августа 2015 года | Почётные звания Тверской области по профессиям учреждены для награждения граждан за заслуги и большой личный вклад в социально-экономическое и культурное развитие Тверской области, высокое профессиональное мастерство и добросовестный труд, способствующие развитию Тверской области. Звания присваиваются высокопрофессиональным работникам и специалистам в следующих сферах деятельности: • средства массовой информации; • жилищно-коммунальное хозяйство; • здравоохранение; • государственная служба; • культура и искусство; • лесное хозяйство; • муниципальная служба; • наука и образование; • промышленность; • связь; • сельское хозяйство; • социальная защита населения; • строительство; • торговля и сфера услуг; • транспорт; • физическая культура, спорт и туризм; • экономика; • энергетика; • юриспруденция. При присвоении гражданину Почётного звания в обязательном порядке учитывается наличие общего трудового стажа лица в соответствующей Почётному званию сфере деятельности – не менее 15 лет. Удостоенным Почётных званий Тверской области по профессиям вручается соответствующий нагрудный знак и удостоверение. | Постановление Законодательного Собрания Тверской области от 25 марта 2003 года № 506-П-З «О положении об условиях и порядке награждения наградами Тверской области» |
|                     | «Почётный работник социальной защиты населения Тверской области»                                        | 31 августа 2015 года | Почётные звания Тверской области по профессиям учреждены для награждения граждан за заслуги и большой личный вклад в социально-экономическое и культурное развитие Тверской области, высокое профессиональное мастерство и добросовестный труд, способствующие развитию Тверской области. Звания присваиваются высокопрофессиональным работникам и специалистам в следующих сферах деятельности: • средства массовой информации; • жилищно-коммунальное хозяйство; • здравоохранение; • государственная служба; • культура и искусство; • лесное хозяйство; • муниципальная служба; • наука и образование; • промышленность; • связь; • сельское хозяйство; • социальная защита населения; • строительство; • торговля и сфера услуг; • транспорт; • физическая культура, спорт и туризм; • экономика; • энергетика; • юриспруденция. При присвоении гражданину Почётного звания в обязательном порядке учитывается наличие общего трудового стажа лица в соответствующей Почётному званию сфере деятельности – не менее 15 лет. Удостоенным Почётных званий Тверской области по профессиям вручается соответствующий нагрудный знак и удостоверение. | Постановление Законодательного Собрания Тверской области от 25 марта 2003 года № 506-П-З «О положении об условиях и порядке награждения наградами Тверской области» |
|                     | «Почётный строитель Тверской области»                                                                   | 31 августа 2015 года | Почётные звания Тверской области по профессиям учреждены для награждения граждан за заслуги и большой личный вклад в социально-экономическое и культурное развитие Тверской области, высокое профессиональное мастерство и добросовестный труд, способствующие развитию Тверской области. Звания присваиваются высокопрофессиональным работникам и специалистам в следующих сферах деятельности: • средства массовой информации; • жилищно-коммунальное хозяйство; • здравоохранение; • государственная служба; • культура и искусство; • лесное хозяйство; • муниципальная служба; • наука и образование; • промышленность; • связь; • сельское хозяйство; • социальная защита населения; • строительство; • торговля и сфера услуг; • транспорт; • физическая культура, спорт и туризм; • экономика; • энергетика; • юриспруденция. При присвоении гражданину Почётного звания в обязательном порядке учитывается наличие общего трудового стажа лица в соответствующей Почётному званию сфере деятельности – не менее 15 лет. Удостоенным Почётных званий Тверской области по профессиям вручается соответствующий нагрудный знак и удостоверение. | Постановление Законодательного Собрания Тверской области от 25 марта 2003 года № 506-П-З «О положении об условиях и порядке награждения наградами Тверской области» |
|                     | «Почётный работник торговли и сферы услуг Тверской области»                                             | 31 августа 2015 года | Почётные звания Тверской области по профессиям учреждены для награждения граждан за заслуги и большой личный вклад в социально-экономическое и культурное развитие Тверской области, высокое профессиональное мастерство и добросовестный труд, способствующие развитию Тверской области. Звания присваиваются высокопрофессиональным работникам и специалистам в следующих сферах деятельности: • средства массовой информации; • жилищно-коммунальное хозяйство; • здравоохранение; • государственная служба; • культура и искусство; • лесное хозяйство; • муниципальная служба; • наука и образование; • промышленность; • связь; • сельское хозяйство; • социальная защита населения; • строительство; • торговля и сфера услуг; • транспорт; • физическая культура, спорт и туризм; • экономика; • энергетика; • юриспруденция. При присвоении гражданину Почётного звания в обязательном порядке учитывается наличие общего трудового стажа лица в соответствующей Почётному званию сфере деятельности – не менее 15 лет. Удостоенным Почётных званий Тверской области по профессиям вручается соответствующий нагрудный знак и удостоверение. | Постановление Законодательного Собрания Тверской области от 25 марта 2003 года № 506-П-З «О положении об условиях и порядке награждения наградами Тверской области» |
|                     | «Почётный работник транспорта Тверской области»                                                         | 31 августа 2015 года | Почётные звания Тверской области по профессиям учреждены для награждения граждан за заслуги и большой личный вклад в социально-экономическое и культурное развитие Тверской области, высокое профессиональное мастерство и добросовестный труд, способствующие развитию Тверской области. Звания присваиваются высокопрофессиональным работникам и специалистам в следующих сферах деятельности: • средства массовой информации; • жилищно-коммунальное хозяйство; • здравоохранение; • государственная служба; • культура и искусство; • лесное хозяйство; • муниципальная служба; • наука и образование; • промышленность; • связь; • сельское хозяйство; • социальная защита населения; • строительство; • торговля и сфера услуг; • транспорт; • физическая культура, спорт и туризм; • экономика; • энергетика; • юриспруденция. При присвоении гражданину Почётного звания в обязательном порядке учитывается наличие общего трудового стажа лица в соответствующей Почётному званию сфере деятельности – не менее 15 лет. Удостоенным Почётных званий Тверской области по профессиям вручается соответствующий нагрудный знак и удостоверение. | Постановление Законодательного Собрания Тверской области от 25 марта 2003 года № 506-П-З «О положении об условиях и порядке награждения наградами Тверской области» |
|                     | «Почётный работник физкультуры, спорта и туризма Тверской области»                                      | 31 августа 2015 года | Почётные звания Тверской области по профессиям учреждены для награждения граждан за заслуги и большой личный вклад в социально-экономическое и культурное развитие Тверской области, высокое профессиональное мастерство и добросовестный труд, способствующие развитию Тверской области. Звания присваиваются высокопрофессиональным работникам и специалистам в следующих сферах деятельности: • средства массовой информации; • жилищно-коммунальное хозяйство; • здравоохранение; • государственная служба; • культура и искусство; • лесное хозяйство; • муниципальная служба; • наука и образование; • промышленность; • связь; • сельское хозяйство; • социальная защита населения; • строительство; • торговля и сфера услуг; • транспорт; • физическая культура, спорт и туризм; • экономика; • энергетика; • юриспруденция. При присвоении гражданину Почётного звания в обязательном порядке учитывается наличие общего трудового стажа лица в соответствующей Почётному званию сфере деятельности – не менее 15 лет. Удостоенным Почётных званий Тверской области по профессиям вручается соответствующий нагрудный знак и удостоверение. | Постановление Законодательного Собрания Тверской области от 25 марта 2003 года № 506-П-З «О положении об условиях и порядке награждения наградами Тверской области» |
|                     | «Почётный экономист Тверской области»                                                                   | 31 августа 2015 года | Почётные звания Тверской области по профессиям учреждены для награждения граждан за заслуги и большой личный вклад в социально-экономическое и культурное развитие Тверской области, высокое профессиональное мастерство и добросовестный труд, способствующие развитию Тверской области. Звания присваиваются высокопрофессиональным работникам и специалистам в следующих сферах деятельности: • средства массовой информации; • жилищно-коммунальное хозяйство; • здравоохранение; • государственная служба; • культура и искусство; • лесное хозяйство; • муниципальная служба; • наука и образование; • промышленность; • связь; • сельское хозяйство; • социальная защита населения; • строительство; • торговля и сфера услуг; • транспорт; • физическая культура, спорт и туризм; • экономика; • энергетика; • юриспруденция. При присвоении гражданину Почётного звания в обязательном порядке учитывается наличие общего трудового стажа лица в соответствующей Почётному званию сфере деятельности – не менее 15 лет. Удостоенным Почётных званий Тверской области по профессиям вручается соответствующий нагрудный знак и удостоверение. | Постановление Законодательного Собрания Тверской области от 25 марта 2003 года № 506-П-З «О положении об условиях и порядке награждения наградами Тверской области» |
|                     | «Почётный энергетик Тверской области»                                                                   | 31 августа 2015 года | Почётные звания Тверской области по профессиям учреждены для награждения граждан за заслуги и большой личный вклад в социально-экономическое и культурное развитие Тверской области, высокое профессиональное мастерство и добросовестный труд, способствующие развитию Тверской области. Звания присваиваются высокопрофессиональным работникам и специалистам в следующих сферах деятельности: • средства массовой информации; • жилищно-коммунальное хозяйство; • здравоохранение; • государственная служба; • культура и искусство; • лесное хозяйство; • муниципальная служба; • наука и образование; • промышленность; • связь; • сельское хозяйство; • социальная защита населения; • строительство; • торговля и сфера услуг; • транспорт; • физическая культура, спорт и туризм; • экономика; • энергетика; • юриспруденция. При присвоении гражданину Почётного звания в обязательном порядке учитывается наличие общего трудового стажа лица в соответствующей Почётному званию сфере деятельности – не менее 15 лет. Удостоенным Почётных званий Тверской области по профессиям вручается соответствующий нагрудный знак и удостоверение. | Постановление Законодательного Собрания Тверской области от 25 марта 2003 года № 506-П-З «О положении об условиях и порядке награждения наградами Тверской области» |
|                     | «Почётный юрист Тверской области»                                                                       | 31 августа 2015 года | Почётные звания Тверской области по профессиям учреждены для награждения граждан за заслуги и большой личный вклад в социально-экономическое и культурное развитие Тверской области, высокое профессиональное мастерство и добросовестный труд, способствующие развитию Тверской области. Звания присваиваются высокопрофессиональным работникам и специалистам в следующих сферах деятельности: • средства массовой информации; • жилищно-коммунальное хозяйство; • здравоохранение; • государственная служба; • культура и искусство; • лесное хозяйство; • муниципальная служба; • наука и образование; • промышленность; • связь; • сельское хозяйство; • социальная защита населения; • строительство; • торговля и сфера услуг; • транспорт; • физическая культура, спорт и туризм; • экономика; • энергетика; • юриспруденция. При присвоении гражданину Почётного звания в обязательном порядке учитывается наличие общего трудового стажа лица в соответствующей Почётному званию сфере деятельности – не менее 15 лет. Удостоенным Почётных званий Тверской области по профессиям вручается соответствующий нагрудный знак и удостоверение. | Постановление Законодательного Собрания Тверской области от 25 марта 2003 года № 506-П-З «О положении об условиях и порядке награждения наградами Тверской области» |
|                     | Памятная медаль «Родившемуся в Тверской области»                                                        | 29 января 2013 года  | Памятная медаль «Родившемуся в Тверской области» учреждена Постановлением Правительства Тверской области. Постановлением также утверждены положение о памятной медали, её описание и описание папки к памятной медали. Медаль вручается родителям или одному из родителей ребёнка, родившегося в Тверской области, при государственной регистрации рождения в органах местного самоуправления одновременно с выдачей свидетельства о рождении ребёнка. Организацию изготовления и вручения памятной медали «Родившемуся в Тверской области» в органах местного самоуправления городских округов и муниципальных районов Тверской области предписано отделу записи актов гражданского состояния Тверской области. | Постановление Правительства Тверской области от 29 января 2013 года № 17-П-П "Об учреждении памятной медали «Родившемуся в Тверской области»"                       |

## Награды Губернатора Тверской области
| Изображение награды | Наименование награды                                          | Дата учреждения      | Условия представления к награждению | Источник |
| ------------------- | ------------------------------------------------------------- | -------------------- | --- | --- |
|                     | Знак «Во благо земли Тверской»                                | 22 августа 2006 года | Знак Губернатора Тверской области «Во благо земли Тверской» является наградой Губернатора Тверской области, который учреждён для награждения граждан за: - осуществление активной общественной и добровольческой деятельности на территории Тверской области; - участие в работе по патриотическому и нравственному воспитанию граждан Тверской области; - осуществление благотворительной деятельности, направленной на развитие и становление различных отраслей промышленности, сельского хозяйства и социально-культурной сферы Тверской области. Первоначально выпускался как медальон на подставке с зажимом. Позже появились вариант на колодке и фрачный знак. | Постановление Губернатора Тверской области от 22 августа 2006 года № 36-пг «О знаке Губернатора Тверской области «Во благо земли Тверской» –––         |
|                     | Почётная грамота и Благодарность Губернатора Тверской области | 31 июля 2003 года    | Почётная грамота является наградой Губернатора Тверской области. Почётной грамотой награждаются граждане Российской Федерации, иностранные граждане, лица без гражданства, а также организации за значительные достижения, направленные на пользу области, обеспечение её благополучия. К награждению Почётной грамотой представляются, как правило, лица (организации), которым ранее была объявлена благодарность Губернатора Тверской области. ––– Благодарность Губернатора Тверской области объявляется гражданам Российской Федерации, иностранным гражданам, лицам без гражданства, а также организациям за значительные достижения, направленные на пользу области, обеспечение её благополучия. Ходатайство об объявлении благодарности возбуждается, как правило, при наличии у представляемых лиц (организаций) поощрений органов местного самоуправления или поощрений областных исполнительных органов государственной власти Тверской области. | Постановление Губернатора Тверской области от 31 июля 2003 года № 101-пг «О положении о Почётной грамоте и благодарности Губернатора Тверской области» |

## Награды Законодательного Собрания Тверской области
| Изображение награды | Наименование награды                                                        | Дата учреждения     | Условия представления к награждению | Источник |
| ------------------- | --------------------------------------------------------------------------- | ------------------- | --- | --- |
|                     | Знак «За вклад в развитие законодательства Тверской области»                | 29 января 2009 года | Знак Законодательного Собрания Тверской области «За вклад в развитие законодательства Тверской области» является наградой Законодательного Собрания Тверской области. Знаком награждаются граждане Российской Федерации за особый личный вклад в развитие законодательства Тверской области. Лицу, удостоенному Знака, вручаются нагрудный знак и удостоверение к Знаку. | Постановление Законодательного Собрания Тверской области № 1305-П-4 от 29 января 2009 года "О знаке Законодательного Собрания Тверской области «За вклад в развитие законодательства Тверской области»"               |
|                     | Почётная грамота и Благодарность Законодательного Собрания Тверской области | 29 января 2009 года | Награждением Почётной грамотой и объявлением Благодарности могут быть удостоены граждане Российской Федерации, органы местного самоуправления муниципальных образований Тверской области, коллективы предприятий, учреждений и организаций независимо от форм собственности. Основаниями для награждения Почётной грамотой и объявления Благодарности являются: - особый вклад в развитие законодательства Тверской области, парламентаризма в Российской Федерации, укрепление законности; - заслуги в законотворческой деятельности; - заслуги перед Тверской областью в вопросах экономики, науки, культуры, воспитания, просвещения и охраны здоровья; - отличия в воинской службе в воинских частях Вооружённых Сил Российской Федерации, дислоцированных на территории Тверской области; - содействие реализации социальной и экономической политике, проводимой органами государственной власти Тверской области и органами местного самоуправления муниципальных образований Тверской области; - достижение высоких результатов в трудовой деятельности, многолетний добросовестный труд, в том числе в органах государственной власти Тверской области и местного самоуправления Тверской области; - осуществление мер по обеспечению и защите прав и свобод человека и гражданина, общественного порядка; - активное участие в благотворительной и общественной деятельности. Почётной грамотой Законодательного Собрания Тверской области награждаются, как правило, граждане, имеющие благодарность Законодательного Собрания Тверской области или награды Тверской области, награды Губернатора Тверской области. | Постановление Законодательного Собрания Тверской области от 29 января 2009 года № 1306-П-4 «О Почётной грамоте Законодательного Собрания Тверской области и Благодарности Законодательного Собрания Тверской области» |

## Награды города Твери
| Изображение награды | Наименование награды                                                                  | Дата учреждения    | Условия представления к награждению | Источник |
| ------------------- | ------------------------------------------------------------------------------------- | ------------------ | --- | --- |
|                     | Звание «Почётный гражданин города Твери» ––– (Знак «Почётный гражданин города Твери») | 24 марта 2020 года | Звание «Почётный гражданин города Твери» является высшей формой признания заслуг граждан перед муниципальным образованием. Звание может быть присвоено гражданам Российской Федерации, иностранным гражданам, лицам без гражданства. Основаниями для присвоения звания «Почётный гражданин города Твери» являются: - выдающийся вклад в развитие экономики, производства и предпринимательства, науки и образования, культуры и искусства, охраны здоровья и окружающей среды, а также иной деятельности с выдающимися результатами для города Твери и/или Тверской области, Российской Федерации; - высокий авторитет и широкая известность среди жителей города, обретённые в результате длительной общественной, политической, благотворительной деятельности, социального, духовного и нравственного воспитания, обеспечения законности и общественной безопасности, прав и свобод граждан; - совершение мужественного поступка во благо жителей города Твери; - иные высокие заслуги перед городом. Лицам, имеющим звание «Почётный гражданин города Твери», предоставляются пожизненно ряд льгот и социальных гарантий. | Решение Тверской городской Думы от 24 марта 2020 года № 24 «Об утверждении Положения о звании "Почётный гражданин города Твери"» / Описание знака «Почётный гражданин города Твери»                                                                  |
|                     | Почётный знак «За заслуги перед городом»                                              | 25 мая 2005 года   | Почётным знаком Главы города Твери «За заслуги перед городом» награждаются граждане Российской Федерации, иностранные граждане и коллективы организаций, учреждений, предприятий любой формы собственности: - за выдающийся вклад в развитие экономики и предпринимательства, науки, культуры и искусства, образования и просвещения, охраны здоровья, жизни и прав граждан, социального, духовного и нравственного воспитания жителей Твери, благоустройство города; - за осуществление важных, значимых для города проектов, проявленное личное мужество и благородство, систематическую благотворительную деятельность и меценатство; - за активное содействие развитию взаимовыгодного сотрудничества с муниципальными образованиями, субъектами Российской Федерации и дружественных отношений с иностранными государствами; - за иные высокие заслуги перед городом. Почётный знак носится на правой стороне груди, ниже государственных наград Российской Федерации и наград Тверской области. Почётный знак может быть прикреплён к полотнищу корпоративных знамён организаций или находиться в месте постоянной демонстрации в положении, достойном статусу награды. | Постановление Главы города Твери от 25 мая 2005 года № 2032 "Об учреждении Почётного знака Главы города Твери «За заслуги перед городом» и Памятного знака Главы города Твери «700 лет начала великого княжения Михаила Ярославовича Тверского»" ––– |
|                     | Памятный знак «700 лет начала великого княжения Михаила Ярославовича Тверского»       | 25 мая 2005 года   | Памятным знаком Главы города Твери «700 лет начала великого княжения Михаила Ярославовича Тверского» награждаются граждане Российской Федерации, иностранные граждане за деятельность, направленную на обеспечение благополучия города Твери и роста благосостояния его населения, высокие достижения в сфере экономики, производства, науки, техники, строительства и транспорта, культуры, искусства, воспитания и образования, здравоохранения, охраны окружающей среды и обеспечения экологической безопасности, законности, правопорядка и общественной безопасности, а также других видах трудовой деятельности, существенный личный вклад в развитие тверского краеведения, благотворительной деятельности и меценатства и иные заслуги перед городом и тверичами. Памятный знак носится на левой стороне груди, ниже государственных наград Российской Федерации и наград Тверской области. | Постановление Главы города Твери от 25 мая 2005 года № 2032 "Об учреждении Почётного знака Главы города Твери «За заслуги перед городом» и Памятного знака Главы города Твери «700 лет начала великого княжения Михаила Ярославовича Тверского»"     |
|                     | Памятная медаль «70 лет освобождения города Калинина. 1941—2011»                      | ноябрь 2011 года   | Памятной медалью Главы города Твери «70 лет освобождения города Калинина. 1941—2011» по представлению руководителей предприятий, учреждений, организаций, общественных объединений награждаются: - ветераны Великой Отечественной войны, принимавшие непосредственное участие в освобождении города Калинина и боевых действиях на территории Калининской области; - Герои Советского Союза, Герои России, полные кавалеры ордена Славы, родившиеся или проживающие на территории Тверской (Калининской) области; - участники партизанского движения и подпольщики Калининской области; - труженики тыла и малолетние узники концлагерей; - граждане России и иностранные граждане, внёсшие существенный вклад в патриотическое воспитание населения, в оборонно-массовую и поисковую работу, в увековечение памяти о Победе советского народа в Великой Отечественной войне 1941—1945 гг. и боевых действиях советских воинов и партизан. - Награждение памятной медалью производится распоряжением Главы города Твери. | Об учреждении памятной медали ––– |
|                     | Почётная грамота и Благодарность Главы города Твери                                   | 09 июля 2010 года  | Почётной грамотой Главы города Твери награждаются граждане и коллективы организаций за высокие достижения в производственной и общественной деятельности, значительный вклад в развитие экономики, социальной сферы, науки, культуры, искусства, спорта, воспитания подрастающего поколения, образования, охраны здоровья, жизни и прав граждан, за иные заслуги перед городом и его жителями, а также в связи с юбилейными датами при наличии указанных заслуг. Юбилейными датами для граждан являются 50 лет и далее каждые 5 лет, для организаций - 10 лет и далее каждые 5 лет. Почётной грамотой, как правило, награждаются граждане, имеющие непрерывный стаж работы в данной организации не менее 5 лет. К награждению Почётной грамотой представляются, как правило, лица (организации), которым ранее была объявлена Благодарность Главы города Твери. ––– Благодарностью Главы города Твери поощряются организации, их сотрудники и отдельные граждане за деятельность, направленную на благо города в различных сферах его жизнедеятельности, личный вклад в социально-экономическое и культурное развитие, обеспечение законности, прав и свобод граждан, развитие местного самоуправления в городе, а также в связи с юбилейными датами при наличии указанных заслуг. Юбилейными датами для граждан являются 50 лет и далее каждые 5 лет, для организаций - 5 лет и далее каждые 5 лет. Благодарностью, как правило, поощряются граждане, имеющие непрерывный стаж работы в данной организации не менее 3 лет. | Постановление Главы города Твери от 09 июля 2010 года № 143 «Об учреждении наград Главы города Твери» |

## Награды города Ржева
| Изображение награды            | Наименование награды                                                                  | Дата учреждения                  | Условия представления к награждению | Источник |
| ------------------------------ | ------------------------------------------------------------------------------------- | -------------------------------- | --- | --- |
|                                | Звание «Почётный гражданин города Ржева» −−− (Знак «Почётный гражданин города Ржева») | XIX век −−− 18 октября 2012 года | Критериями для присвоения звания «Почётный гражданин города Ржева Тверской области» являются: - долговременная и устойчивая связь гражданина с городом Ржевом; - широкая информированность населения города Ржева о конкретных заслугах гражданина; - авторитет среди жителей города Ржева Тверской области, приобретённый длительной и плодотворной общественной, культурной, творческой, научной, политической, хозяйственной, а также иной деятельностью с выдающимися и конкретными полезными результатами для города Ржева; - внесение реального и значительного вклада в социально-экономическое развитие города; - высокие достижения в развитии экономики, производства, науки, техники, градостроительства, культуры, искусства, спорта, воспитания и образования молодёжи, здравоохранения, охраны окружающей среды, законности, правопорядка, общественной безопасности и иные заслуги перед городом Ржевом Тверской области, в том числе в области защиты прав и законных интересов гражданина, а также по сохранению исторического и культурного наследия города, охраны жизни и здоровья людей, укрепления мира и согласия среди жителей города, за деятельность, способствующую повышению авторитета города в Российской Федерации и за границей; - наличие государственных и муниципальных наград или почётного звания, присвоенных за достижения в соответствующей сфере деятельности; - высокая оценка заслуг гражданина перед городом Ржевом в соответствующей сфере деятельности; - совершение мужественных и героических поступков при исполнении служебного или гражданского долга во благо Российской Федерации и жителей города Ржева; - высокие моральные качества и авторитет гражданина; - активная жизненная позиция, способствующая позитивному развитию города Ржева. | Решение Ржевской городской Думы от 18 октября 2012 года № 222 «Об утверждении положения о звании "Почётный гражданин города Ржева Тверской области"                                                                      |
| Знак I степени Знак II степени | Почётный знак «За заслуги перед городом Ржевом» I и II степеней                       | 14 января 2022 года              | Почётный знак «За заслуги перед городом Ржевом» является наградой Главы города Ржева за выдающиеся заслуги в государственном и муниципальном управлении, защите прав человека, укреплении мира, развитии экономики, производства, строительства, в науке, технике, культуре, искусстве, воспитании и образовании, здравоохранении, благотворительной и иной общественно полезной деятельности, направленной на достижение экономического, социального и культурного благополучия города Ржева, за совершение подвига, проявленные мужество, смелость и отвагу, а также за высокое профессиональное мастерство и многолетний добросовестный труд и иную деятельность, способствующую всестороннему развитию города Ржева, повышению его авторитета в Тверской области, Российской Федерации и за рубежом. Почётный знак имеет две степени: I и II. Высшей степенью является I степень. Награждение почётным знаком производится последовательно, от низшей степени к высшей. Повторное награждение почётным знаком одной степени не допускается. | Постановление Администрации города Ржева Тверской области от 14 января 2022 года № 04 «Об учреждении почётного знака "За заслуги перед городом Ржевом"» ––– Положение о почётном знаке «За заслуги перед городом Ржевом» |